# Marlen Haushofer
Marlen Haushofer (rodným jménem Maria Helen Frauendorfer, 11. dubna 1920 Molln – 21. března 1970 Vídeň) byla rakouská spisovatelka.

## Život
Marlen Haushofer se narodila v hornorakouském Effertsbachtalu. Její otec byl revírním. V roce 1930 matka, přísná katolička, poslala Marlen do voršilského internátu v Linci. Pro desetiletou dívku bylo brzké oddělení od rodiny tíživé a způsobilo jí dlouhodobé plicní onemocnění a celoživotní deprese.
Později přestoupila na gymnázium Milosrdných sester svatého Kříže, kde složila maturitu. Krátce poté nastoupila v rámci říšských opatření do povinné civilní služby ve východním Prusku. Seznámila se tam s německým studentem medicíny, který se později stal otcem jejího prvního, nemanželského syna Christiana. Až po válce vzala Marlen syna od bavorské pěstounky do rodiny – manželství uzavřela s lékařem Manfredem Haushoferem, s nímž měla syna Manfreda. V roce 1939 začala studovat germanistiku, studium ale kvůli narození synů dvakrát přerušila a nedokončila.
V počátcích literární dráhy ji podpořil nakladatel Hermann Hakel. V roce 1946 publikovala v novinách a časopisech první povídky. Novela Das fünfte Jahr vyšla v roce 1952 ve vídeňském nakladatelství Jungbrunnen za přispění spisovatele a kritika Hanse Weigela. Marlen za ni získala státní subvenční cenu. Následoval román Eine Handvoll Leben,  v roce 1955 jej vydal Paul Zsolnay. O dva roky později vyšel v tamtéž román Die Tapetentür. V roce 1958 nakladatelství Bergland vydalo novelu Wir töten Stella. Pak se Marlen Haushofer několik let soustředila na román, který vyšel v roce 1963 v nakladatelství Mohn Gütersloh a proslavil ji i za hranicemi německy mluvících zemí: Die Wand.
Po té začala psát knížky pro děti. Za knihu Brav sein ist schwer z roku 1965 jí město Vídeň udělilo Cenu za literaturu pro děti a mládež. Volné pokračováni prázdninových příběhů čtyř dětí na venkově Schlimm sein ist auch kein Vergnügen vyšlo krátce po autorčině smrti v roce 1970.
V roce 1966 vydala román o svém dětství a mládí Himmel, der nigrendwo endet. Poslední román o konfrontaci s vlastní minulostí, Die Mansarde, vyšel v roce 1969.
Ke konci roku 1968 byla Marlen Haushofer diagnostikována rakovina kostní dřeně. Zemřela 21. března 1970 ve Vídni, pohřbena je ve Štýru.

## Z díla
- Die Tapetentür. Román. Zsolnay, Vídeň 1957; Deutscher Taschenbuch-Verlag, Mnichov 1991
- Wir töten Stella. Novela. Vídeň 1958
- Die Wand. Román. Mohn, Gütersloh 1963; Claassen, Düsseldorf 1968; Ullstein, Frankfurt n.M/Berlín/Vídeň 1985;  Klett, Stuttgart 1986; Deutscher Taschenbuch-Verlag, Mnichov 1991; List-Taschenbuch-Verlag, Berlín 2004 (zvláštní vydání 2012) ; Büchergilde Gutenberg, 2011
- Brav sein ist schwer. Verlag für Jugend und Volk, Vídeň, 1965

- Himmel, der nirgendwo endet. Román. Mohn, Gütersloh 1966; Claassen, Düsseldorf 1969; Fischer, Frankfurt n. M. 1986
- Müssen Tiere draußen bleiben? Kniha pro mládež, Jugend und Volk, Vídeň 1967; Deutscher Taschenbuch-Verlag, Mnichov 1993
- Schreckliche Treue. Povídky. Claassen, Düsseldorf 1968; Deutscher Taschenbuch-Verlag, Mnichov 1990
- Die Mansarde. Román. Claassen, Düsseldorf 1969; Fischer, Frankfurt n.M 1990, Deutscher Taschenbuch-Verlag, Mnichov 1999
- Schlimm sein ist auch kein Vergnügen. Kniha pro děti. Jugend und Volk, Wien 1970; G und G, Vídeň 2003

## Překlady
- Zeď. Překlad Kateřina Lepic, Nakladatelství Revolver Revue. 2019, ISBN 978-80-7622-003-4

## Ocenění
- 1953 Státní subvenční cena za literaturu
- 1956 Cena Nadace Theodora Körnera
- 1963 Cena Arthura Schnitzlera
- 1965 Cena za dětskou literaturu města Vídeň
- 1967 Cena za dětskou literaturu města Vídeň
- 1968 Státní subvenční cena za literaturu

Každé dva roky se uděluje ve Steyeru Literární cena Marlen Haushofer.

## Film
V roce 2012 byla uvedena premiéra filmu Die Wand režiséra Juliana Pölslera. Hlavní roli hrála Martina Gedeck.
V roce 2017 tentýž režisér natočil film podle románu Wir töten Stella, taktéž s Martinou Gedeck v hlavní roli.